# Martelaren van Košice
De heilige martelaren van Košice (Marko Krizin, Stephan Pongrácz en Melchior Grodziecki) zijn drie katholieke martelaren en heiligen die in 1619 in Košice, in het toenmalige Koninklijk Hongarije, tijdens de heerschappij van Gabriël Bethlen gemarteld en vermoord werden.

## Geschiedenis
Deze drie priesters, de Kroaat Marko Krizin, de Hongaar Stephan (Istvan) Pongrácz en de Pool Melchior Grodziecki waren naar Košice gezonden om er de kleine katholieke gemeenschap bij te staan, ten overstaan van de calvinistische meerderheid.
Stephan Pongrácz en Melchior Grodziecki waren jezuïeten, Marko Krizin was kanunnik van het bisdom Esztergom. 
Ten tijde van de opstand tegen de Habsburgers, tussen 1604 en 1777, koos de gemeenschap van Košice veelvuldig de kant van de protestantse opstandelingen. In de herfst van 1619 bezetten opstandige soldaten de stad. Ze begonnen er met vervolging van de katholieken. Door foltering trachtten ze de drie priesters te dwingen om aan hun katholieke overtuiging te verzaken, maar deze bleven trouw aan hun geloof. Op 7 september 1619 stierven twee van de drie geestelijken door onthoofding, met name Marko Krizin en Melchior Grodziecki. Hun lotgenoot, Stephan Pongrácz, overleed daags nadien, op 8 september, na afschuwelijke folteringen.
Korte tijd na hun dood begon het proces van zaligverklaring dat door paus Pius X op 15 januari 1905 bevestigend werd afgesloten. In 1995 werden ze heilig verklaard door paus Johannes Paulus II ter gelegenheid van zijn pastoraal bezoek aan Košice.
De drie heiligen worden volgens de rooms-katholieke kalender liturgisch herdacht op 7 september.
Hun relieken worden bewaard in de Sint-Elisabethkathedraal van Košice.